# せーじ
せーじ（1964年3月5日 - ）は、日本のコメディアン、司会者、アート・バルーン・アーティスト。血液型o型。兵庫県神戸市出身。風船王子の名でアート・バルーン・アーティストとしても活動している。

## 人物・経歴
- 1990年、渡辺プロダクションで、ピン芸人「イダ星人」としてデビュー。
- 2003年経済産業省公認の新エネルギー博士として全国の小中学校で講義を行う。
- 2004年アート・バルーン・アーティストとして活動開始。

日本演芸家連合「ボーイズバラエティ協会」理事も務めた、KOTO街かどアーティスト、千葉大道芸認定パフォーマー。

## 出演

### バラエティ
- 24時間テレビ・愛は地球を救う（1998年、日本テレビ）
- 特選ネタショップ（2000年、テレビ朝日） - レギュラー
- 行列のできる法律相談所（2002年、日本テレビ） - 再現ドラマ
- エンタ☆天国!（MX） - レギュラー
- ラブハリケーン2（MX） - レギュラー
- 土曜の朝はふたりでブランチ（千葉テレビ） - レギュラーレポーター
- ラブハリケーン（エンタ!371） - レギュラー司会
- LOVELOVE 大好きっ!（エンタ!371） - レギュラー司会
- ラブファンタジー（エンタ!371） - レギュラー司会
- アイドル@deep（テレビ神奈川）-レギュラー司会